# Moskau Rigaer Bahnhof

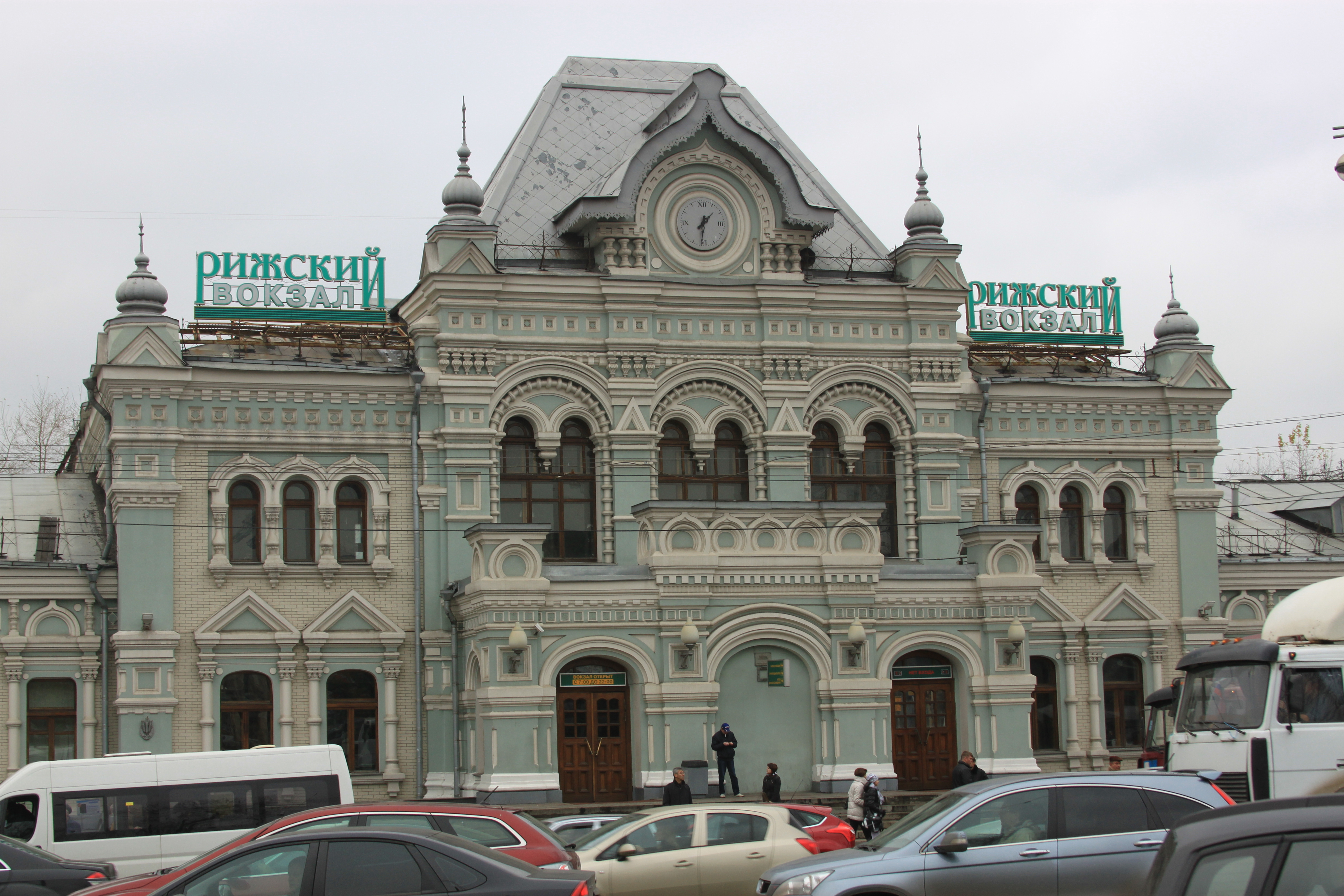
Empfangsgebäude des Rigaer Bahnhofs (2011)

Der Rigaer Bahnhof (russisch Рижский вокзал / Rischski woksal) ist ein Kopfbahnhof in der russischen Hauptstadt Moskau. Er liegt sechs Kilometer nördlich des Stadtzentrums und ist einer der acht Fernbahnhöfe der Stadt.

## Allgemeines
Der Rigaer Bahnhof liegt am Anfangspunkt der Eisenbahnstrecke Moskau–Riga, welche namensgebend für den Bahnhof ist. Er befindet sich etwas nördlich des Moskauer Stadtzentrums, direkt am Kreuzungspunkt der Ausfallstraße Prospekt Mira (die stadtauswärts in die Fernstraße M8 übergeht) mit dem Dritten Verkehrsring. In der Nähe des Bahnhofs befindet sich die Metrostation Rischskaja der Kaluschsko-Rischskaja-Linie, außerdem halten am Rigaer Bahnhof mehrere Bus- und Trolleybuslinien. Ebenfalls nahe dem Bahnhof liegen die beiden Regionalbahnhaltepunkte Rischskaja und Rschewskaja.
Gegenwärtig hat der Bahnhof eine untergeordnete Bedeutung. Die Fernzugverbindung nach Riga wurde mit der COVID-19-Pandemie in Russland eingestellt und anschließend nicht wieder aufgenommen. Anfang 2021 dient des Rigaer Bahnhof der Abfertigung eines täglichen Nachtzugs nach Welikije Luki. Nur noch 15 Nahverkehrszüge (sogenannte Elektritschki) verkehren vom Rigaer Bahnhof.

## Geschichte

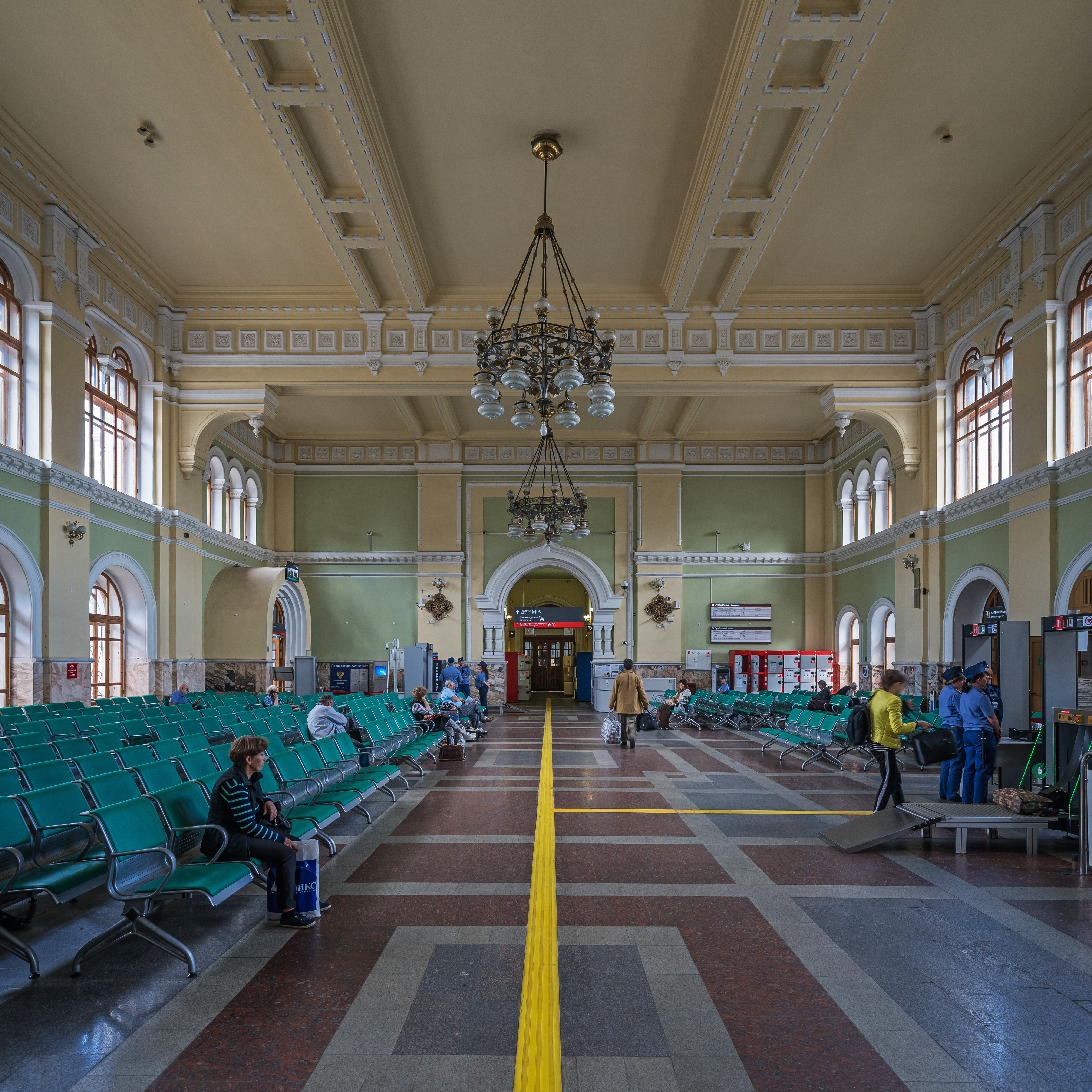
Interieur des Bahnhofs

Der heutige Rigaer Bahnhof mit seinem Empfangsgebäude und anderen Anlagen entstand in den Jahren 1897–1901 gleichzeitig mit dem Bau der Eisenbahnstrecke, die Moskau mit dem russischen Nordwesten sowie mit Lettland verband. Diese Strecke hatte für das Russische Zarenreich eine erhebliche wirtschaftliche Bedeutung, da sie Handelsbeziehungen mit Europa über die ganzjährig eisfreien Ostseehäfen Lettlands erleichterte. Ursprünglich hieß die Bahnlinie Moskau-Windauer Eisenbahn und der neu errichtete Bahnhof dementsprechend Windauer Bahnhof (russ. Виндавский вокзал).
In den ersten Monaten nach Verlegung und Inbetriebnahme der gut 1100 Kilometer langen Bahnstrecke diente eine provisorische Station nordwestlich der Stadtgrenzen der Fahrgastabfertigung. Die endgültige Eröffnung des Bahnhofs erfolgte mit einer feierlichen Einweihungszeremonie am 11. September 1901. Das bis heute erhaltene und als solches genutzte Bahnhofsgebäude wurde im sogenannten neorussischen (auch: pseudorussischen) Baustil errichtet, einer Stilrichtung, die für eine Reihe von Moskauer Bauwerken des späten 19. Jahrhunderts (darunter etwa das Warenhaus GUM oder das Gebäude des Historischen Museums) typisch ist. Die Fassade des Bahnhofsgebäudes wird von zahlreichen Ornamenten, Bogenfenstern und kuppelförmigen Türmen geziert, die diesen Baustil unterstreichen. Entworfen wurde das Gebäude vom Petersburger Stadtbaumeister Stanislaw Brschosowski, der in seiner Stadt unter anderem den Witebsker Bahnhof erbaut hatte. An dem Bau maßgeblich beteiligt war auch der Architekt Juli Diderichs, der schon beim Bau des Pawelezer Bahnhofs die Bahnhofshalle entworfen hatte.
Anfang des 20. Jahrhunderts war der Windauer Bahnhof einer der bedeutendsten Bahnhöfe Moskaus, das von hier aus mit vielen Gebieten im Nordwesten des Zarenreichs verbunden wurde, darunter z. B. Warschau, Wizebsk sowie mit dem heutigen Estland und Finnland. Im Laufe des Jahrhunderts wurde er mehrmals umbenannt: 1930 in Baltischer Bahnhof, 1942 in Rschewer Bahnhof, und 1946 erhielt er schließlich seinen heutigen Namen.